# Martin Ling
Martin Ling (West Ham, 15 luglio 1966) è un allenatore di calcio ed ex calciatore inglese, di ruolo centrocampista.

## Biografia
Suo figlio Sam è a sua volta un calciatore professionista.

## Carriera

### Giocatore
Ha esordito tra i professionisti all'età di 17 anni con l'Exeter City, club con cui nella stagione 1983-1984 ha giocato da titolare nella terza divisione inglese, retrocedendo in quarta divisione; gioca poi in questa categoria fino al 1986 arrivando ad un totale di 117 presenze e 14 reti in incontri di campionato con la maglia dei Grecians. Nel 1986 gioca per alcuni mesi in terza divisione allo Swindon Town, ma dopo 2 sole presenze lascia i Robins per scendere nuovamente in quarta divisione al Southend Utd, con cui nella stagione 1986-1987 conquista una promozione in terza divisione, categoria in cui gioca per un biennio fino alla retrocessione subita al termine della stagione 1988-1989, dopo la quale gli Shrimps conquistano però due promozioni consecutive, salendo così dalla quarta alla seconda divisione: Ling, tuttavia, nella parte finale della stagione 1990-1991 dopo 30 reti segnate in 136 incontri di campionato disputati lascia il club per passare in prestito al Mansfield Town, con la cui maglia gioca 3 partite in terza divisione.
Successivamente fa ritorno allo Swindon Town, con cui dal 1991 al 1993 gioca in seconda divisione contribuendo anche alla conquista della prima promozione in prima divisione nella storia del club del Wiltshire: nella stagione 1994-1995, all'età di 28 anni, fa dunque il suo esordio in questa categoria, in cui realizza una rete in 33 presenze; tra il 1994 ed il 1996 i Robins subiscono tuttavia due retrocessioni consecutive, scendendo in terza divisione: Ling, dopo complessive 150 presenze e 10 reti in campionato, lascia così nuovamente il club per passare al Leyton Orient, con cui gioca per un quadriennio in quarta divisione, categoria nella quale nella seconda metà della stagione 1999-2000 veste inoltre anche la maglia del Brighton; chiude infine la carriera nel 2001 dopo una stagione in Isthmian Football League (settima divisione) al Purfleet.
In carriera ha totalizzato complessivamente 564 presenze e 63 reti nei campionati della Football League.

### Allenatore
Dal 2003 al 2009 ha allenato il Leyton Orient, prima in quarta divisione e a partire dalla stagione 2006-2007 in terza divisione. Successivamente ha allenato anche Cambridge Utd, Torquay Utd e Swindon Town.

## Palmarès

### Giocatore

#### Individuale
- Squadra dell'anno della PFA: 1

Third Division 1997-1998